# Busca (conceito)

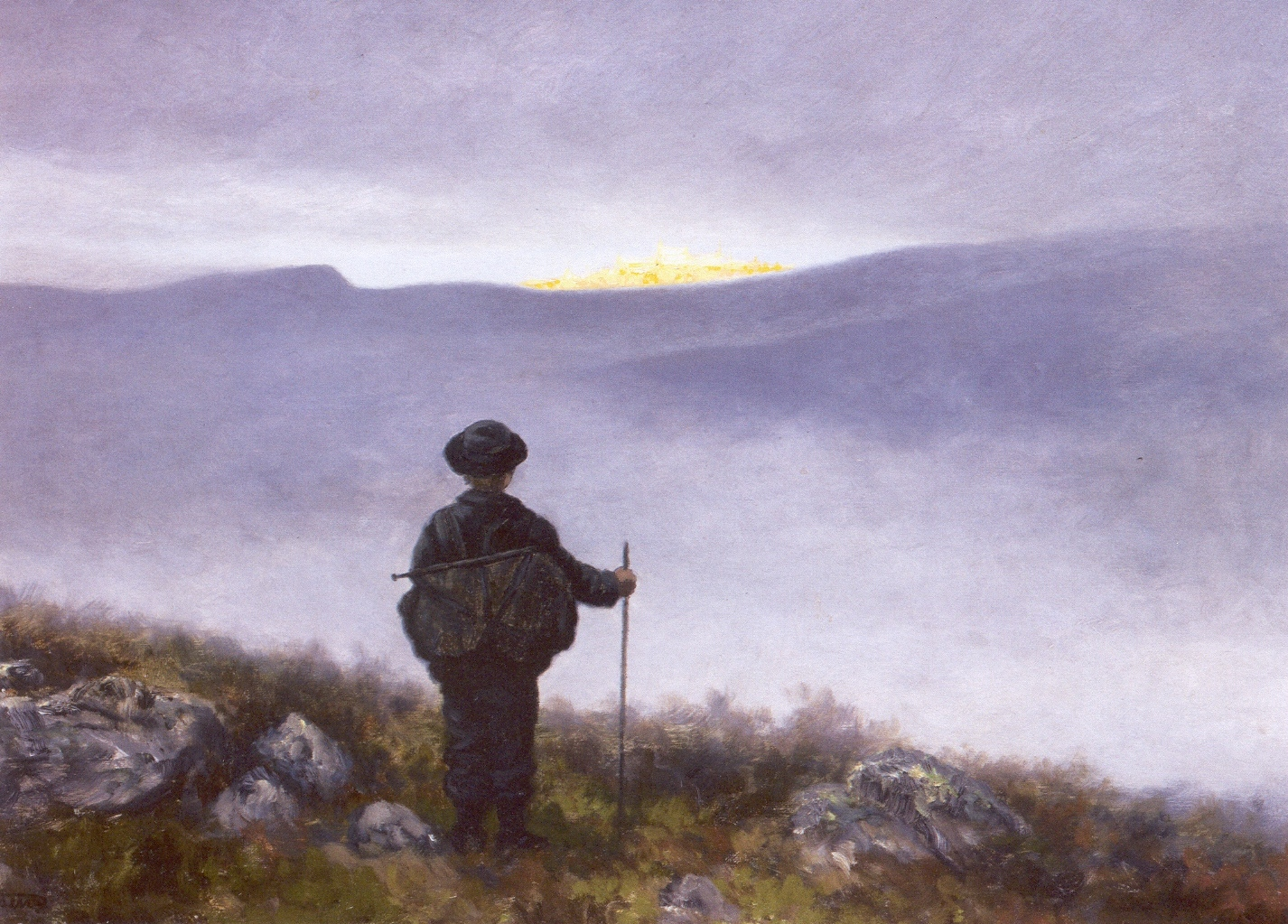
Soria Moria de Theodor Kittelsen: um herói vislumbra o fim de sua busca.

Uma busca é uma jornada em direção a uma missão ou objetivo específico. Serve como um enredo na mitologia e na ficção: uma jornada difícil em direção a um objetivo, muitas vezes simbólico ou alegórico. Contos de buscas figuram proeminentemente no folclore de cada nação e cultura étnica. Na literatura, o objeto de uma busca exige grande esforço por parte do herói, que deve superar muitos obstáculos, geralmente incluindo muitas viagens. O aspecto da viagem permite ao contador de histórias mostrar locais e culturas exóticas (um objetivo da narrativa, não do personagem). O objeto de uma missão também pode ter propriedades sobrenaturais, muitas vezes levando o protagonista a outros mundos e dimensões. A moral de um conto de busca geralmente se concentra na mudança de caráter do herói.

## Objetos da busca

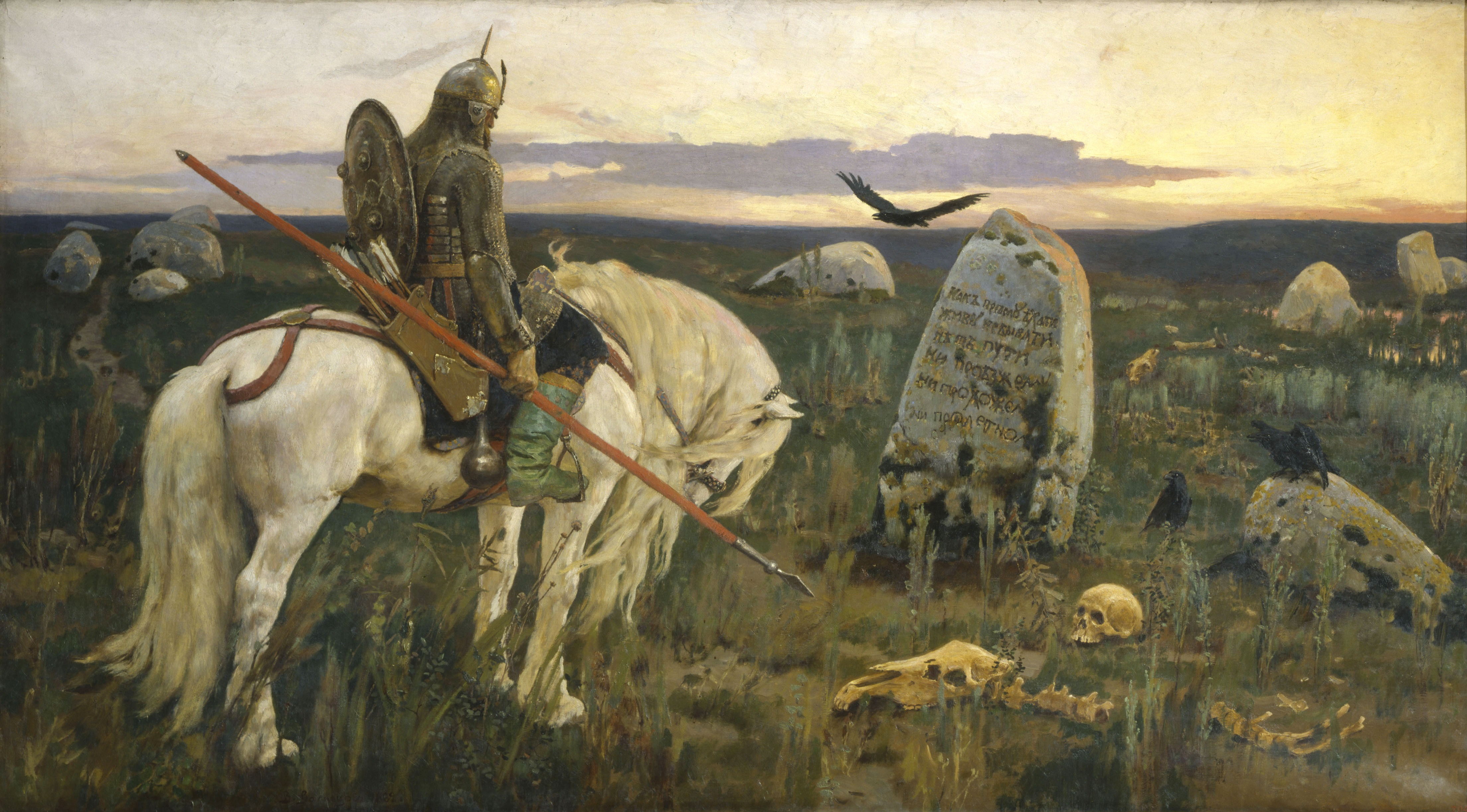
Um Cavaleiro na Encruzilhada (1882), de Viktor Vasnetsov.

O herói normalmente almeja obter algo ou alguém pela busca, e com este objetivo voltar para casa. O objeto pode ser algo novo, que preenche uma carência em sua vida, ou algo que lhe foi roubado ou alguém com autoridade para despachá-lo.
Às vezes, o herói não deseja voltar; a busca de Sir Galahad pelo Santo Graal é encontrá-lo, não voltar com ele. Um retorno pode, de fato, ser impossível: Enéias busca uma pátria, tendo perdido Tróia no início da Eneida de Virgílio, e ele não retorna a Tróia para reencontrá-la, mas se estabelece na Itália (para se tornar um ancestral dos romanos).
Se o herói retornar após o ponto culminante da busca, eles podem enfrentar falsos heróis que tentam se passar por eles, ou sua resposta inicial pode ser uma rejeição desse retorno, como Joseph Campbell descreve em sua análise crítica da literatura de busca, O Herói de Mil Faces.
Se alguém despacha o herói em uma missão, o motivo aparente pode ser falso, com o despachante realmente enviando-o na difícil missão na esperança de sua morte na tentativa, ou para removê-lo de cena por um tempo, tal como se a alegação fosse sincera, exceto que a história geralmente termina com o despachante sendo desmascarado e punido. Histórias com tais falsos objetos de busca incluem as lendas de Jasão e Perseu, os contos de fadas A Água Dançante, a Maçã Cantante e o Pássaro Falante, Vá Não Sei Para Onde e Busque Não Sei O Que, e a história de Beren e Lúthien no livro O Silmarillion de J.R.R. Tolkien.
O objeto da busca pode, de fato, funcionar apenas como uma razão conveniente para a jornada do herói. Esses objetos são denominados MacGuffins. Quando um herói está em busca de vários objetos que são apenas uma razão conveniente para sua jornada, eles são chamados de cupons de enredo.

## Análise literária
A busca, na forma da jornada do herói, desempenha um papel central no monomito descrito por Joseph Campbell; o herói parte do mundo do dia-a-dia para uma terra de aventuras, testes e recompensas mágicas. Na maioria das vezes, em uma missão, o cavaleiro de armadura brilhante conquista o coração de uma bela donzela/princesa.

## Exemplos históricos

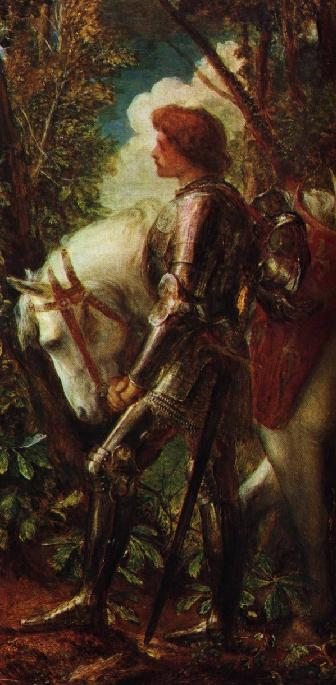
Sir Galahad, pintura de George Frederic Watts, 1888.

Uma das primeiras histórias de busca conta a história de Gilgamesh, que busca o segredo da vida eterna após a morte de seu amigo Enkidu.
Outro antigo conto de busca, a Odisséia de Homero, fala de Odisseu, a quem os deuses amaldiçoaram a vagar e sofrer por muitos anos antes de Atena persuadir os olímpicos a permitir que ele voltasse para casa. Recuperar o Velocino de Ouro é o objetivo das viagens de Jasão e dos Argonautas na Argonáutica. Psique, tendo perdido Cupido, caçou pelo mundo atrás dele e recebeu tarefas de Vênus, incluindo uma descida ao submundo.
Muitos contos de fadas retratam o herói ou a heroína partindo em uma busca, como:
- Leste do Sol e Oeste da Lua onde a heroína procura seu marido;
- Os Sete Corvos onde a heroína procura seus irmãos transformados;
- A história do jovem que saiu para aprender o que era o medo;
- O Pássaro Dourado onde o príncipe sai em busca do pássaro dourado para seu pai.

Outros personagens podem partir sem um objetivo mais definido do que "buscar sua fortuna", ou até mesmo serem expulsos em vez de partir voluntariamente, mas aprendem algo que pode ajudá-los ao longo do caminho e, assim, transformam sua jornada de vagar sem rumo em um busca. Outros personagens também podem partir em buscas - os irmãos mais velhos do herói geralmente o fazem - mas o herói se distingue por seu sucesso.

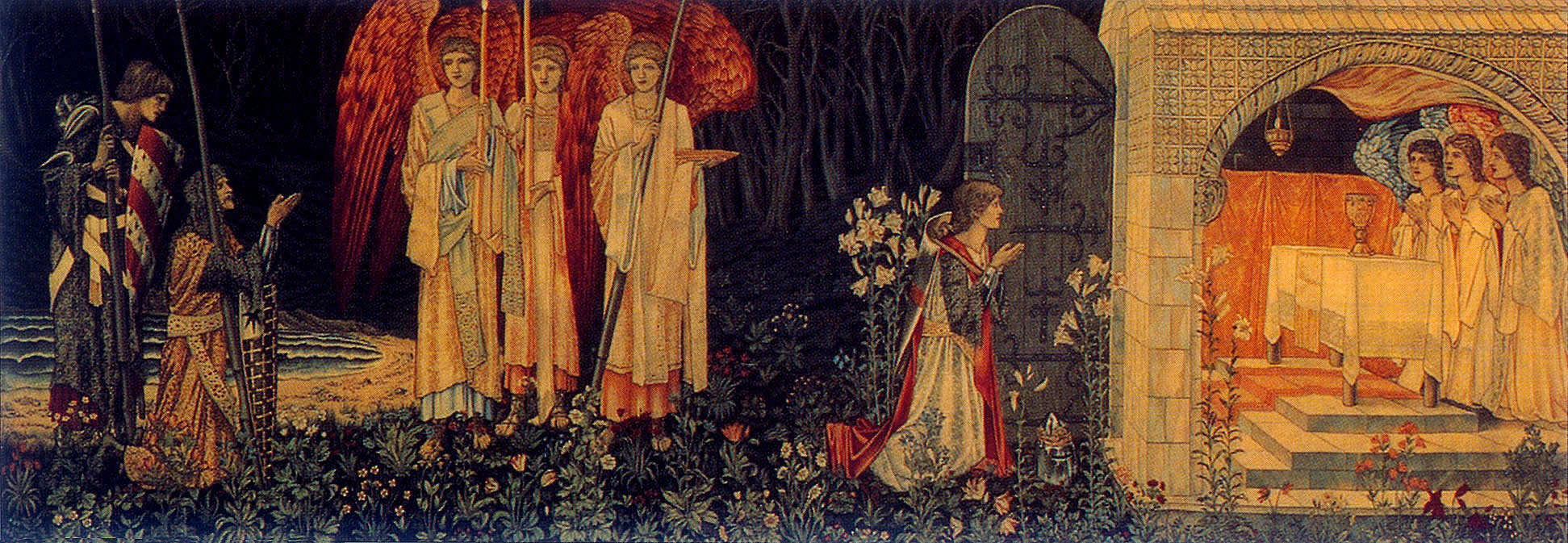
Visão do Santo Graal (1890), de William Morris.

Muitos romances medievais enviavam cavaleiros em buscas. O termo "cavaleiro errante" surgiu a partir disso, pois errante significava "itinerante" ou "nômade". Thomas Malory incluiu muitos em Le Morte d'Arthur . O mais famoso - talvez em toda a literatura ocidental - centra-se no Santo Graal na lenda arturiana. Este ciclo de histórias relata múltiplas missões, em múltiplas variantes, contando histórias tanto dos heróis que tiveram sucesso, como Percival (em Parzival de Wolfram von Eschenbach) ou Sir Galahad (no Lancelot-Grail), quanto também dos heróis que falharam, como Sir Lancelot. Isso geralmente os enviava para uma floresta desconcertante. Apesar de muitas referências à sua inexistência de caminhos, a floresta confronta repetidamente os cavaleiros com bifurcações e encruzilhadas, de uma complexidade labiríntica. O significado de seus encontros é frequentemente explicado aos cavaleiros - particularmente aqueles em busca do Santo Graal - por eremitas agindo como velhos sábios. Ainda assim, apesar de seus perigos e chances de erro, tais florestas, sendo o local onde o cavaleiro pode obter o fim de sua busca, são lugares onde os cavaleiros podem se tornar dignos; um romance mostra uma donzela incitando Sir Lancelot em sua busca pelo Santo Graal, "que ganha vida e verdor como a floresta".
Os cavaleiros faziam missões tão consistentemente que Miguel de Cervantes colocou seu Dom Quixote em missões simuladas em uma paródia dos contos de cavalaria. No entanto, enquanto Dom Quixote era um tolo, ele era e continua sendo um herói de cavalaria.

## Literatura moderna
As buscas continuaram na literatura moderna. A análise pode interpretar muitas (talvez a maioria) das histórias como uma busca na qual o personagem principal está buscando algo que deseja, mas a estrutura literal de uma jornada em busca de algo ainda é, em si, comum. Buscas frequentemente aparecem na literatura de fantasia, como em Rasselas de Samuel Johnson, ou O Mágico de Oz, onde Dorothy, o Espantalho, o Homem de Lata e o Leão Covarde partem em busca do caminho de volta para o Kansas, cérebro, coração e coragem, respectivamente. As missões também desempenham um papel importante nos livros de fantasia de Rick Riordan, entre eles Percy Jackson & the Olympians, The Heroes of Olympus e The Kane Chronicles, e no romance de fantasia sombria The Talisman de Stephen King e Peter Straub.
Uma busca literária moderna familiar é a busca de Frodo Bolseiro para destruir o Anel de Sauron em O Senhor dos Anéis. O Anel de Sauron, seu poder maligno, o método difícil que é a única maneira de destruí-lo e a tortura espiritual e psicológica que causa em seu portador; JRR Tolkien usa todos esses elementos para contar uma história significativa de amizade e luta interior contra a tentação, em um cenário de guerra épica e sobrenatural.
O Apanhador no Campo de Centeio é muitas vezes pensado como um enredo de busca, detalhando a busca de Holden não por um objeto tangível, mas por um senso de propósito ou razão.
Alguns escritores, no entanto, podem criar buscas arbitrárias de itens sem qualquer importância além de ser o objeto da busca. Esses itens são conhecidos como MacGuffins, os quais às vezes são usados apenas para completar buscas; embora nem sempre como um termo depreciativo. Os escritores também podem motivar os personagens a perseguirem esses objetos por meio de uma profecia que os decrete, em vez de fazê-los descobrir que isso poderia ajudá-los, pelas razões dadas.

## Jogo de tabuleiro
O jogo de tabuleiro Hero Quest (em português: "Busca do Herói") foi um dos primeiros jogos de RPG adaptado dos vídeo games para o tabuleiro, sendo originário do Reino Unido. O jogo apresenta quatro heróis (Bárbaro, Anão, Mago e Elfo) realizando 14 cenários chamados "buscas", onde enfrentam monstros fantástico para salvar o reino. Hero Quest chegou ao Brasil em 1994, publicado pela marca de brinquedos Estrela sob licença da Hasbro no mesmo ano; e ao ser lançado no Brasil sofreu algumas alterações no material, tais como as miniaturas deixarem de ser de plástico como na versão original e passando ser de papelão.